# 贡唐仓·俄昂丹贝坚参
贡唐仓·俄昂丹贝坚参（藏語：གུང་ཐང་ཚང་ངག་དབང་བསྟན་པའི་རྒྱལ་མཚན་，威利转写：gung thang tshang ngag dbang bstan pa'i rgyal mtshan；1727年—1759年12月13日）藏族，甘丹寺附近“恰”地方人，第二世贡唐仓活佛。

## 生平
藏历第十二绕迥火年（1727年）出生。3岁时，和母亲一起被请到贡唐。5岁时，由嘉赛益西智华大师剃度出家。7岁受沙弥戒。同年，入哲蚌寺果莽扎仓学习佛经。1721年，拉卜楞寺嘉木样活佛圆寂后，在其转世问题上，拉卜楞寺法台赛仓·俄昂扎西与襄佐德哇仓·罗桑东珠产生分歧，造成嘉木样活佛的转世事宜迟迟未定，拉卜楞寺内部不稳。由于赛仓·俄昂扎西与德哇仓·罗桑东珠在拉萨时均为一世贡唐仓活佛的弟子，且在拉卜楞寺内矛盾重重的情况下，俄昂丹贝坚参便成为主持拉卜楞寺的首要人选。
赛仓和德哇仓征得拉卜楞寺根本施主、河南亲王察汗丹津夫妇同意后，派人赴拉萨迎请俄昂丹贝坚参来拉卜楞寺。在征得六世班禅额尔德尼和藏王颇罗鼐同意后，俄昂丹贝坚参在1736年自拉萨出发，经河南蒙古亲王府，于次年秋到达拉卜楞寺，成为首位入籍该寺的甘丹赤巴。
来拉卜楞寺后，俄昂丹贝坚参随德哇仓学习佛经。20岁时，赴四川阿坝拜俄昂群培为师，并接受比丘戒。同年，回到拉卜楞寺后，任该寺下续部学院住持。1748年，俄昂丹贝坚参升任拉卜楞寺第五任总法台，同年获七世达赖喇嘛格桑嘉措册封为“西热格吐诺门汗”衔号，并赐一套堪布用具。
乾隆二十四年（1759年），俄昂丹贝坚参奉乾隆帝诏谕赴北京。当时北京从前一年七月开始便一直大旱，俄昂丹贝坚参到达北京时，北京天降甘霖。乾隆帝大喜，乃于次日召见他，赏赐优厚，并称“贡唐仓呼图克图无需对朕跪拜施礼”。
同年冬，俄昂丹贝坚参染病，经御医治疗无效，于1759年12月13日在北京圆寂，享年33岁。